# Femmes marquées
Pour les articles homonymes, voir Femme (homonymie).
Pour plus de détails, voir Fiche technique et Distribution.
Femmes marquées (Marked Woman) est un film américain réalisé par Lloyd Bacon, sorti en 1937.

## Synopsis
Une boîte de nuit, des "hôtesses" qui appâtent le gogo, le client, un gangster puissant qui “domine la ville” (basé sur l'histoire de Lucky Luciano) et prend possession des boites, des femmes, un jeune procureur ambitieux (basé sur le personnage de Thomas E. Dewey), promis à un bel avenir politique. Cinq de ces femmes se révolteront contre cette emprise en se jouant de l'aide intéressée de ce procureur, sans pour autant perdre de vue que leur destin, dans cette société reste l'exploitation.

## Fiche technique
- Titre : Femmes marquées
- Titre original : Marked Woman
- Réalisation : Lloyd Bacon et Michael Curtiz (non crédité)
- Scénario : Robert Rossen et Abem Finkel
- Dialogues : Seton I. Miller
- Production : Louis F. Edelman (producteur associé), Hal B. Wallis (producteur exécutif) et Jack L. Warner (producteur exécutif) non crédités
- Société de production et de distribution : Warner Bros. Pictures
- Musique : Bernhard Kaun et Heinz Roemheld
- Photographie : George Barnes
- Montage : Jack Killifer
- Direction artistique : Max Parker
- Costumes : Orry-Kelly
- Pays de production : États-Unis
- Langue : anglais
- Format : Noir et blanc
- Genre : Film noir
- Durée : 96 minutes
- Dates de sortie : 
  - États-Unis : 10 avril 1937
  - France : 7 mai 1937

## Distribution

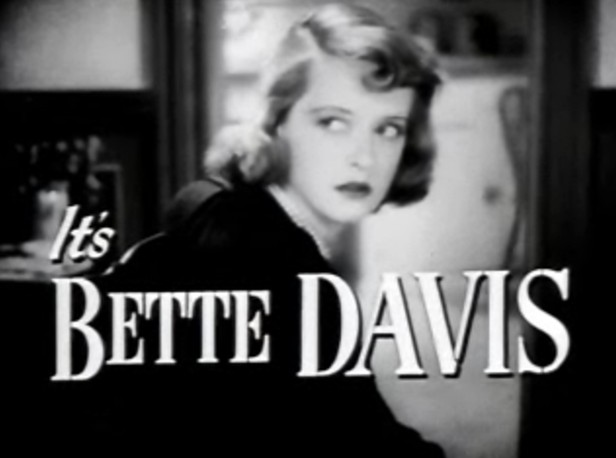
Bette Davis dans le rôle principal du film.

- Bette Davis : Mary Dwight Strauber
- Humphrey Bogart : David Graham
- Lola Lane : Gabby Marvin
- Isabel Jewell : Emmy Lou Eagan
- Eduardo Ciannelli : Johnny Vanning
- Rosalind Marquis : Florrie Liggett
- Mayo Methot : Estelle Porter
- Jane Bryan : Betty Strauber
- Allen Jenkins : Louie
- John Litel : Gordon
- Henry O'Neill : Arthur Sheldon
- Ben Welden : Charlie
- Damian O'Flynn : Ralph Krawford
- Kenneth Harlan : Eddie
- Edwin Stanley : Détective Casey
- Dorothy Tree (non créditée) : Femme en rouge